# Alfons Mondelaers
Benedikt August Alfons Mondelaers (Vorst, 14 juni 1892 – aldaar, 23 september 1959) was een Belgisch klompenmaker en politicus.

## Levensloop
Alfons Mondelaers was de zoon van Bernardus Mondelaers en Nathalie Daems. Tijdens de Eerste Wereldoorlog was hij vuurkruiser. Hij was van 1923 tot aan zijn dood in 1959 gemeenteraadslid in de gemeente Vorst in de Kempen, tevens was hij van 1950 tot 1959 burgemeester van deze gemeente. Hij werd opgevolgd door Jos Nysmans.
Hij stichtte de Klompenmakerij Mondelaers aan de straat Beustereind te Vorst. Hij was tweemaal getrouwd, de eerste maal te Vorst in 1914 met Catharina Heselmans (1894–1940) en de tweede maal in 1940 met Rosalia Melis (1905–1987).